# Julio Atahualpa Poalasín
Julio Víctor ‘Atahualpa’ Poalasín (Ambato) es un arpista, compositor y folclorista ecuatoriano, radicado en Guayaquil.

## Biografía
Nació en Huachi Chico en la ciudad de Ambato, de niño fue pastor de oveja, a los 9 años cogió un arpa a escondida de su padre, quien le prohibió el arte, iba a fiestas a escondidas para escuchar a los músicos, ante tanta insistencia le regalaron un arpa usada a los 11 años de edad. 3 años después dio su primer concierto en el teatro Sucre, de Riobamba.
En sus inicios recibió discriminación por ser de raza indígena, no daban créditos en los discos que colaboraba de acompañamiento. Su nombre fue reconocido en Perú cuando grabó con “Los Embajadores Criollos”, grabó el primer disco de solista de arpa en Ecuador con la discográfica Odeon.
Fue en Perú donde lo bautizaron con el nombre de Atahualpa, después de varas giras internacionales cambió su residencia a Nueva York.

## Carrera musical
Se ha presentado en el Lincoln Center, en el Central Park, en el Cristal Palace de Nueva York (EE. UU.), en el Teatro Cultural de Milán (Italia), en el Teatro Mimon de Lauren (Suiza).
En 2002 con un recital organizado por la Sociedad Ecuatoriana de Arte y Turismo (Seat) celebró sus 55 años de vida artística.